# Jurica Pavičić
Jurica Pavičić, né le 2 novembre 1965 à Split, est un romancier croate, auteur de roman policier.

## Biographie
Diplômé d'histoire et de littérature comparée de l'université de Zagreb, Jurica Pavičić est un écrivain croate. Il a également travaillé en tant que critique de cinéma et chroniqueur de divers journaux.
Son premier roman, Ovce od gipsa, est adapté au cinéma par Vinko Brešan sous le titre Svjedoci en 2003, film qui a remporté le prix œcuménique du jury du Festival de Berlin[réf. nécessaire].
En 2021, avec son premier roman paru en français, L'Eau rouge (Crvena voda) traduit du croate par Olivier Lannuzel, il est lauréat prix du polar européen 2021 et du grand prix de littérature policière. Avec ce roman il a également été sélectionné au Prix Littéraire des Jeunes Européens.

## Œuvre

### Romans
- Ovce od gipsa (1997)
- Nedjeljni prijatelj (2000)
- Minuta 88 (2002)
- Kuća njene majke (2005)
- Crvenkapica (2006)
- Žena s drugog kata (2015) Publié en français sous le titre La Femme du deuxième étage, traduction de Olivier Lannuzel, Agullo Éditions, septembre 2022  (ISBN 978-23-82460-23-8), réédition coll. « Points Policier » no 5969 2023  (ISBN 978-2-7578-9128-5)
- Crvena voda (2017) Publié en français sous le titre L'Eau rouge, traduction de Olivier Lannuzel, Agullo Éditions, 2021  (ISBN 979-10-95718-77-2), réédition Éditions Points no P5638  (ISBN 978-2-757-891-27-8)
- Mater Dolorosa (2022) Publié en français sous le titre Mater Dolorosa, traduction de Olivier Lannuzel, Agullo Éditions Noir (2024)  (ISBN 978-2-38246-123-5)

### Pièce de théâtre
- Trovačica (2000)

### Recueils de nouvelles
- Patrola na cesti (2008)
- Brod u dvorištu (2013)
- Skupljač zmija (2019) Publié en français sous le titre Le Collectionneur de serpents, Agullo Éditions, 2023, contient les nouvelles Le Collectionneur de serpents, Le Tabernacle, La Patrouille sur la route, La Sœur et Le Héros (ISBN 978-2-38246-094-8)

### Autres ouvrages
- Vijesti iz Liliputa (2001)
- Postjugoslavenski film: Stil i ideologija (2011)
- Klasici hrvatskog filma jugoslavenskog razdoblja (2017)
- Knjiga o jugu (2018)

## Prix et distinctions

### Prix
- Prix Ksaver Šandor Gjalski du meilleur roman croate 2018 pour Crvena voda (L'Eau rouge)[2]
- Prix Fric de la meilleure fiction 2019 pour Crvena voda (L'Eau rouge)[2]
- Prix du polar européen 2021 pour L'Eau rouge[2]
- Grand prix de littérature policière 2021 pour L'Eau rouge[3],[4]
- Prix Mystère de la critique 2022 pour L'Eau rouge[5],[6]
- Trophée 813 2022 du roman étranger pour L'Eau rouge

### Nomination
- Prix Violeta Negra 2025 pour Mater Dolorosa[7]